# Gérard Vallès
Gérard Vallès est un journaliste français de télévision, qui fut le secrétaire général du Syndicat des journalistes français CFDT.

## Biographie
Diplômé du Centre de formation des journalistes en 1976, Gérard Vallès a d'abord travaillé dans l'Éducation nationale avant de s'orienter vers un poste de journaliste au sein de France 3 Toulouse, de 1978 à 1996, notamment comme présentateur du journal télévisé à Toulouse, puis comme rédacteur en chef de l'édition de cette ville à partir de 1990.
En 1987, il est signataire de l'avenant à la Convention collective nationale de travail des journalistes, en tant que secrétaire général du Syndicat des journalistes français CFDT. En 1987 également, son nom est cité par Christian Bernadac, nouveau directeur de la rédaction de France 3, parmi les éventuels présentateurs du journal de 20 heures de France 2.
Il a ensuite été de 1996 à 2006 rédacteur en chef de France 3 Paris Île-de-France où il a été chargé de mettre en œuvre un plan de France 3 pour mieux couvrir l'actualité francilienne, puis directeur régional de France 3 Limousin Poitou-Charentes.
Il est nommé en septembre 2009 coordonnateur du secteur antenne et programmes régionaux pour France 3 Sud, puis devient l'un des quatre directeurs régionaux de France 3, responsable du pôle sud-ouest qui regroupe les régions Poitou-Charentes, Limousin, Midi-Pyrénées et Languedoc-Roussillon, dans le cadre de la nouvelle organisation de France 3 en quatre grands pôles de gouvernance, qui remplacent les 13 directions régionales, entrée en vigueur le 4 janvier 2010.
Conseiller municipal à Moissac, il se représente en 2014 sur la liste du maire sortant, Jean-Paul Nunzi (Parti socialiste), ce qui pose, selon Télérama, la question du conflit d'autorité avec sa rédaction.
Il se présente aux municipales à Moissac en 2020 où il arrive 4e avec moins de 10 % des voix sous l'étiquette La République en Marche.
Il est actuellement "Responsable Remontée Pôle des Territoires" au sein du comité départemental de La République en Marche Tarn-et-Garonne.